# 1756 en droit
Cet article présente les faits marquants de l'année 1756 en droit.

## Événements
- Juin, Pologne : une assemblée de rabbins réunie à Brody condamne les disciples de Jacob Frank, qui s’était proclamé rédempteur des Juifs, ainsi que les adeptes du « Messie » Shabbetaï Zevi (cf. 1666)[1]. Jacob Frank et les Frankistes se convertissent au christianisme.

- 21 juin : découverte d’un complot des « Bonnets », partisans de renforcer le pouvoir royal en Suède ; les meneurs sont décapités les 23 et 28 juillet[2]. Adolphe Frédéric de Suède s’appuie sur le parti des « Chapeaux » (aristocratie) entre 1756 et 1765.

- Ivan VI de Russie est emprisonné dans la forteresse de Schlüsselburg[3].

## Naissances
- 17 novembre : Heinrich Joseph Watteroth, juriste autrichien, professeur à l'université de Vienne, mort le 13 août 1819.

## Décès
- 20 juillet : Everard Otto, jurisconsulte allemand, professeur à l'université d'Utrecht (° 3 septembre 1685).